# Giovanni Demio
Giovanni Gualtieri, dit Demio, né vers 1500 à Schio et mort peut-être en 1570, est un peintre et mosaïste italien. Giovanni Demio semble être l'un des premiers artistes de la région lombarde-vénitienne à s'exprimer à travers le maniérisme.

## Biographie

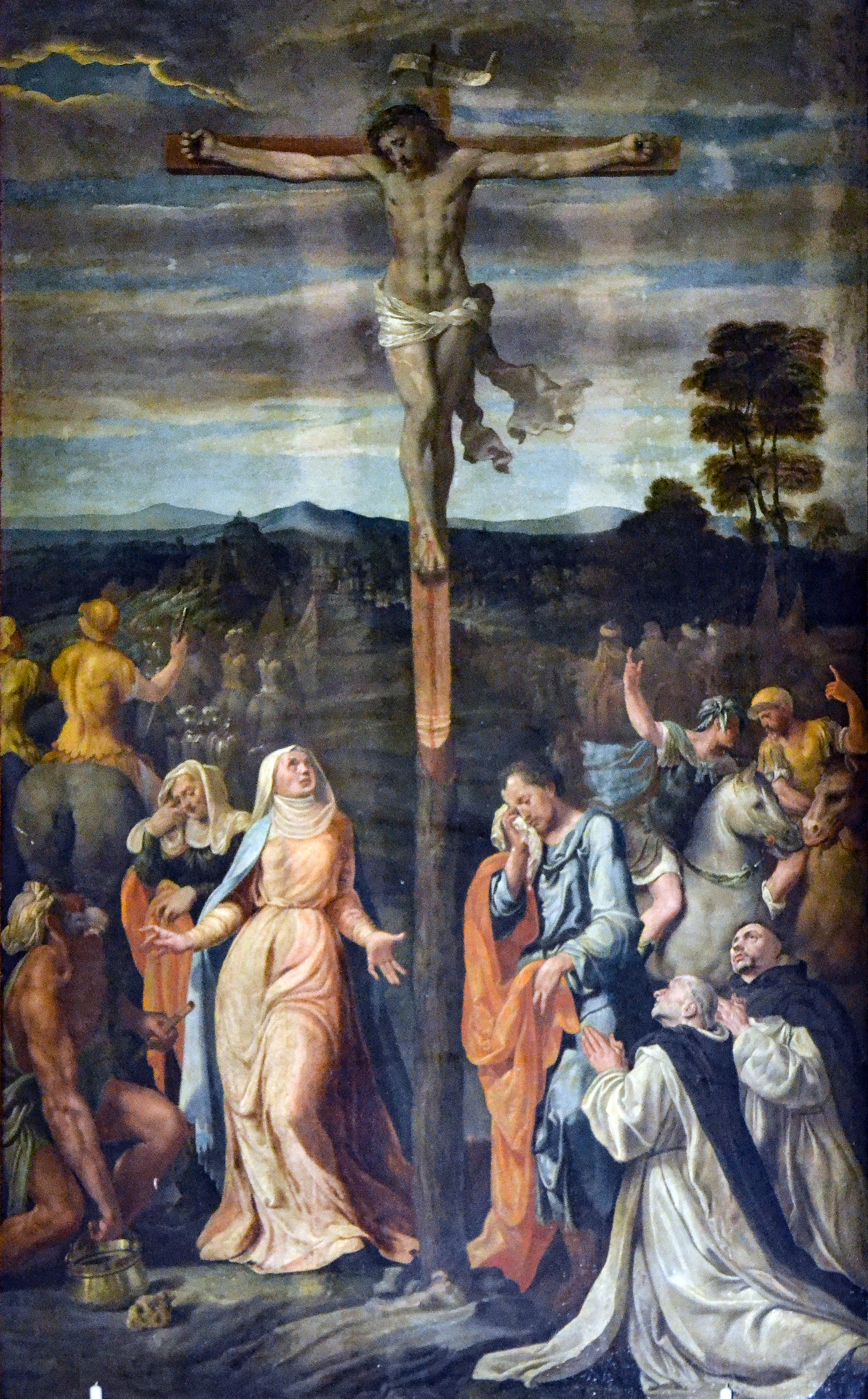
Retable de la chapelle Sauli de l'église Santa Maria delle Grazie, à Milan. 1541

La biographie de Giovanni Gualtieri est plutôt maigre en raison du peu de documentation qui nous est parvenue et des différents surnoms sous lesquels il est identifié : principalement Demio, mais aussi Indemio, De Mio, Del Mio, Fratino, Frattina. Apprécié de ses contemporains (décrit par Andrea Palladio comme étant un « homme de beau génie », par Giovanni Grimani comme étant « excellent dans cet art », se référant à lui comme mosaïste), Giovanni Demio laisse peu d'œuvres, dont seulement certaines lui sont attribuées et sont dispersées dans de nombreux endroits en Italie. Giovanni Demio, fils de Bartolomeo , a un frère, également peintre apprécié, avec lequel diverses collaborations artistiques sont documentées  : Francesco Gualtieri , .

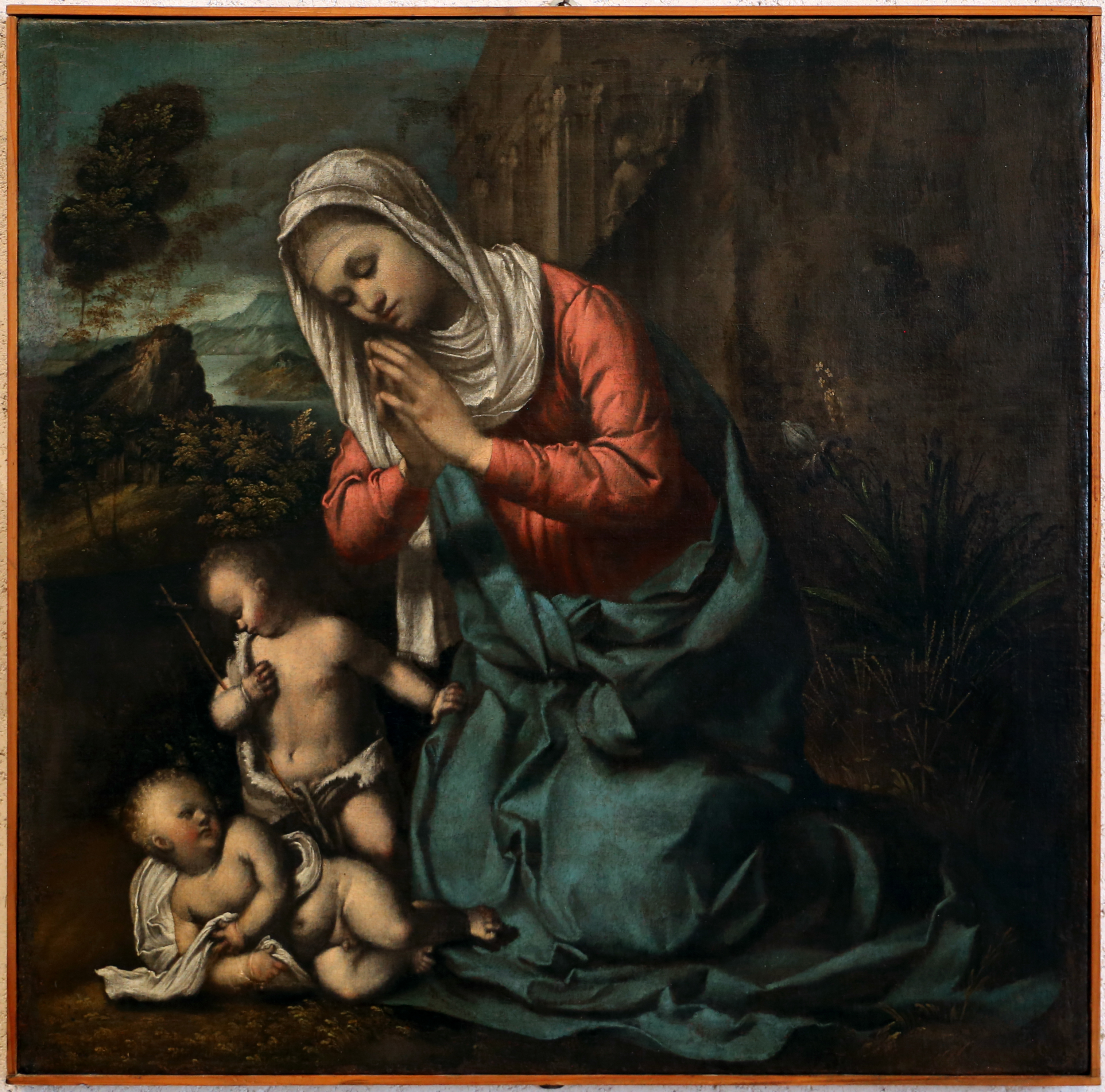
Vierge à l'Enfant avec San Giovannino, Musée de Castelvecchio di Verona

Giovanni Demio s'impose comme un artiste habile dès les premières années d'activité, à tel point que dans le poème Lode di Schio de Giovanni Battista Dragonzino da Fano de 1526, il est le seul peintre à être mentionné, l'auteur exprime un grand éloge de son travail,.
Les informations les plus anciennes à son sujet concernent la réalisation d'un retable pour l'église Saint-François de Schio en 1525  (œuvre aujourd'hui perdue et dont on ne dispose que d'informations d'archives) et  son engagement comme mosaïste pour des travaux dans la basilique Saint-Marc à Venise en 1537, bien que les premières œuvres qui lui soient attribuées et qui soient parvenues jusqu'à nous soient les panneaux d'orgue de la cathédrale de Schio en 1535 et Le martyre de San Lorenzo pour l'église paroissiale de Torrebelvicino (1533)  . Dans les années suivantes, il travaille à Pise (1538), puis à Milan (1539), puis à nouveau à Saint-Marc à Venise en tant que mosaïste (1540/1541) et à nouveau à Milan, où il peint les fresques de la chapelle Sauli à l'église de Santa Maria delle Grazie.
Après 1545 le peintre, peut-être à l'invitation de Vasari, se rend à Naples, puis à Mantoue et, entre 1553 et 1555 dans la région de Vicence, où il peint les fresques de la villa Thiene d'Andrea Palladio à Quinto Vicentino. En 1556, il est à Venise, choisi personnellement avec six autres peintres par Titien et de Sansovino pour créer trois tondi au plafond de la bibliothèque Marciana.
On retrouve ensuite Giovanni Demio à Padoue, Orvieto, Venise, à nouveau à Naples et dans la région de Vicence, où il réalise sa dernière œuvre d'attribution certaine en 1564.
Selon les sources, il meurt en 1570, peut-être à Vicence.

## Œuvres
- Il martirio di San Lorenzo (1533), Torrebelvicino, église paroissiale
- Martirio di San Pietro e Martirio di San Paolo (1535), Schio, duomo
- Noli me tangere, Cristo in Emmaus, Profeti, Evangelisti e Sibille et retable de la Crocefissione pour la chapelle Sauli (1541/45), Milan, Église Santa Maria delle Grazie
- Natura tra Pallade e Giove, Virtù teologali davanti alla Divinità et La Natura e le Stagioni (1556), Venise, Biblioteca Marciana
- Adorazione dei Magi (1564), Vicenza, Palais Chiericati
- Adorazione dei pastori (entre 1540 et 1570), Padoue, église de Santa Maria in Vanzo
- Madonna in adorazione di bambin Gesù e San Giovannino, Vérone, Musée de Castelvecchio
- Compianto su Cristo morto, Merano, château princier
- Compianto su Cristo morto, Lavenone, église de Saint-Barthélemy
- Madonna con il Bambino e San Girolamo, Naples, Basilique San Giacomo degli Spagnoli
- Adorazione dei Magi (1564), Vicenza, Église San Lorenzo de Vicence